# Liste der Kulturdenkmäler in Rivenich
In der Liste der Kulturdenkmäler in Rivenich sind alle Kulturdenkmäler der rheinland-pfälzischen Ortsgemeinde Rivenich aufgeführt. Grundlage ist die Denkmalliste des Landes Rheinland-Pfalz (Stand: 10. August 2023).

## Einzeldenkmäler
| Bezeichnung                          | Lage                                               | Baujahr                            | Beschreibung | Bild                           |
| ------------------------------------ | -------------------------------------------------- | ---------------------------------- | --- | ------------------------------ |
| Friedhofskreuz                       | Im Süßgraben, auf dem Friedhof Lage                | zweite Hälfte des 19. Jahrhunderts | neugotisches Friedhofskreuz, nach der Mitte des 19. Jahrhunderts                                                                                         | BW                             |
| Wegekapelle                          | Klausener Weg Lage                                 | 18. oder 19. Jahrhundert           | Krüppelwalmdachbau, 18. oder 19. Jahrhundert | BW                             |
| Gemeindehaus                         | Moselstraße 16 Lage                                | 1887                               | ehemalige Schule; spätklassizistischer Putzbau, bezeichnet 1887                                                                                          | Fotos hochladen                |
| Katholische Pfarrkirche St. Briktius | Raiffeisenstraße 1 Lage                            |                                    | mittelalterlicher Turm, neugotischer Saalbau, 1870/71 | weitere Bilder Fotos hochladen |
| Grabmal                              | Raiffeisenstraße, bei Nr. 1 Lage                   | 1861                               | neugotisches Pfarrergrabmal, bezeichnet 1861 (auf der Südseite der Kirche)                                                                               | BW                             |
| Pfarrhaus                            | Raiffeisenstraße 3 Lage                            | zweite Hälfte des 19. Jahrhunderts | ehemaliges Pfarrhaus; spätklassizistischer Putzbau, zweite Hälfte des 19. Jahrhunderts                                                                   | weitere Bilder Fotos hochladen |
| Hofanlage                            | Zuckergasse 4 Lage                                 | 18. Jahrhundert                    | ehemaliger Winzerhof; Wohnhaus, im Kern aus dem 18. Jahrhundert, Umbau bezeichnet 1814; zwei Wirtschaftsgebäude, jüngere Scheune, ehemaliger Pferdestall | BW                             |
| Wegekreuz                            | nordöstlich des Ortes am Krameserberg im Wald Lage | 1848                               | klassizistisches Schaftkreuz, Rotsandstein, bezeichnet 1848                                                                                              | BW                             |

## Ehemalige Kulturdenkmäler
| Bezeichnung | Lage               | Baujahr         | Beschreibung | Bild |
| ----------- | ------------------ | --------------- | --- | ---- |
| Quereinhaus | Kirchstraße 9 Lage | 18. Jahrhundert | breitgiebeliges Quereinhaus, im Kern aus dem 18. Jahrhundert, in der zweiten Hälfte des 19. Jahrhunderts teilweise überformt; abgebrochen | BW   |